# Nueva Concepción
Nueva Concepción – miasto w południowej Gwatemali, w departamencie Escuintla, około 90 km na zachód od stolicy departamentu miasta Escuintla. Miasto leży na nizinie w połowie odległości pomiędzy łąńcuchem Sierra Madre de Chiapas a wybrzeżem Pacyfiku. Według danych szacunkowych w 2012 roku liczba ludności miasta wyniosła 12 292 mieszkańców.
Jest siedzibą władz gminy o tej samej nazwie, która w 2012 roku liczyła 63 372 mieszkańców. Gmina jak na warunki Gwatemali jest dość duża, a jej powierzchnia obejmuje 554 km².